# Histoire de Sao Tomé-et-Principe

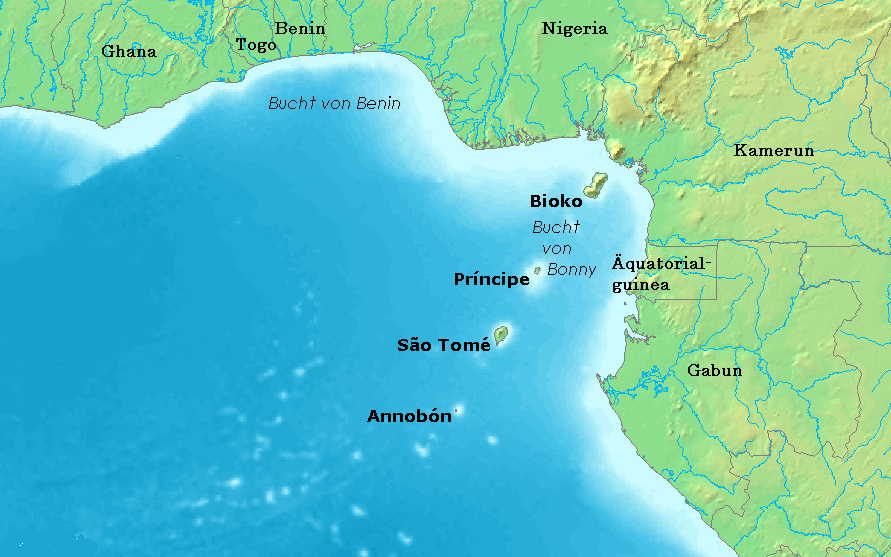
Carte schématisée

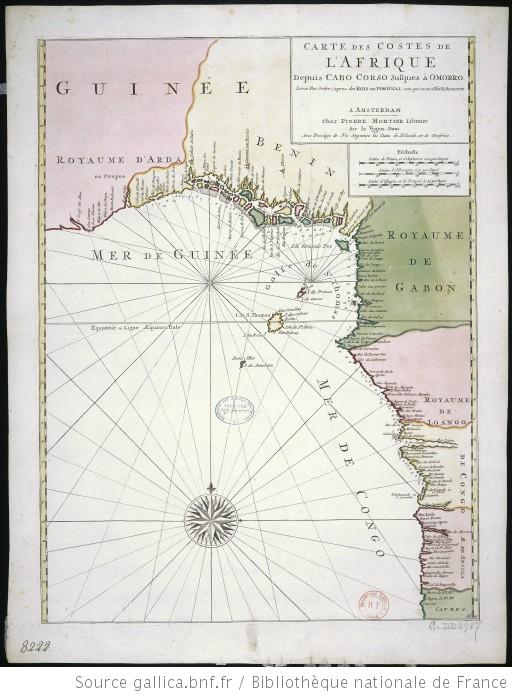
L'archipel sur une carte du XVII.

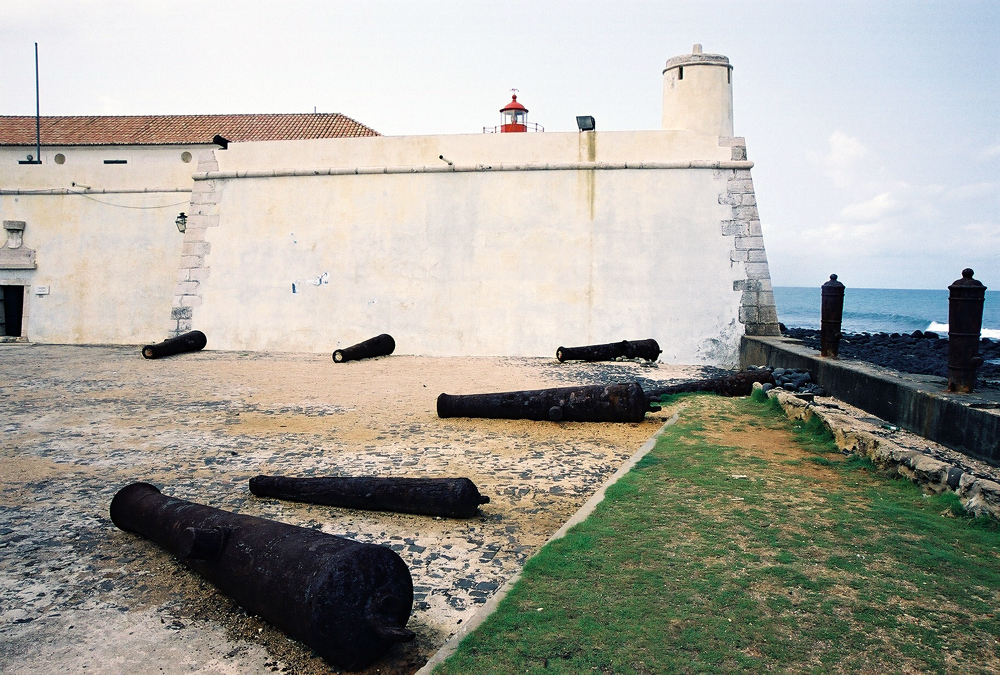
Le fort de Sao Tomé (1575).

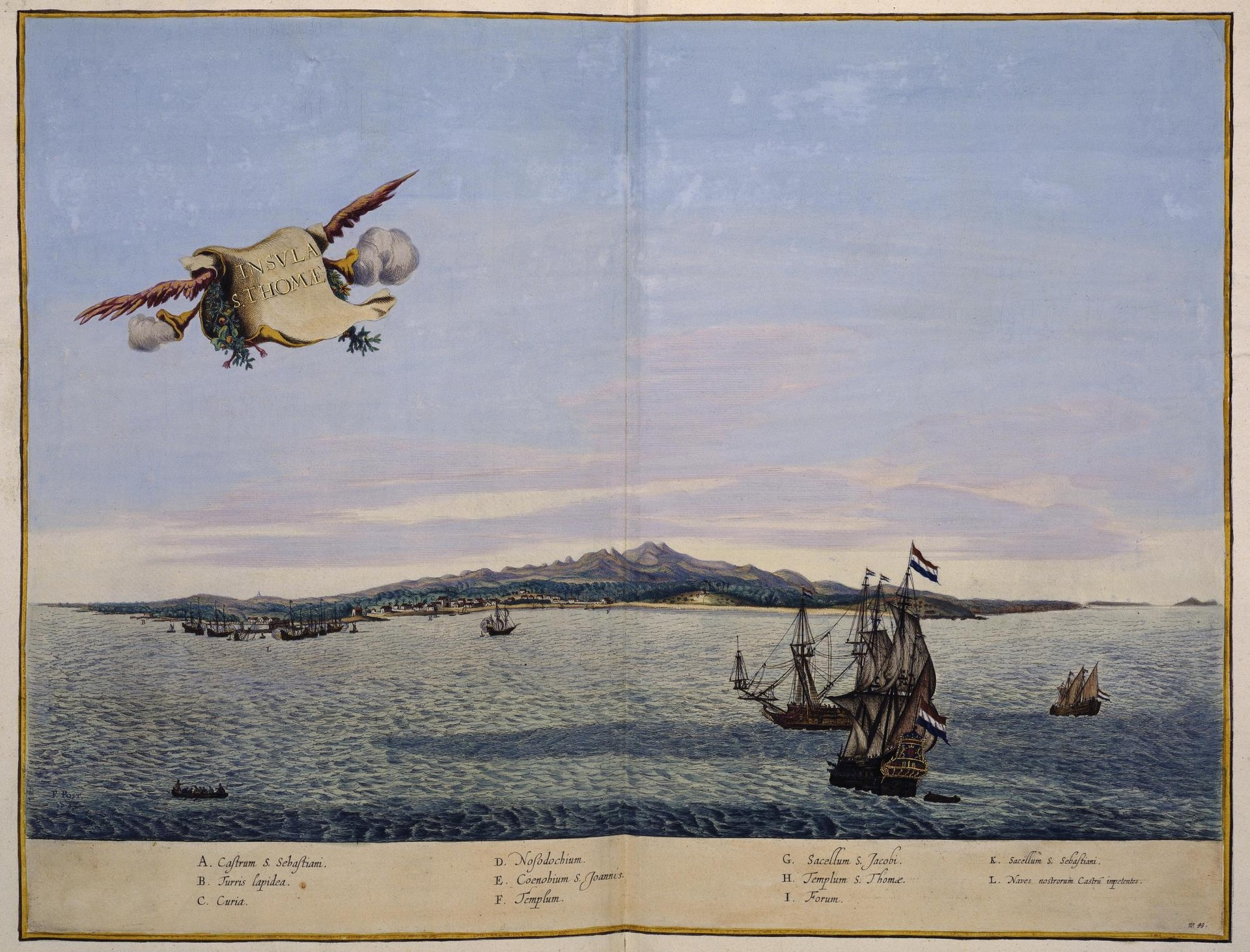
Prise de São Tomé par Cornelis Jol de la Compagnie néerlandaise des Indes occidentales en 1641.

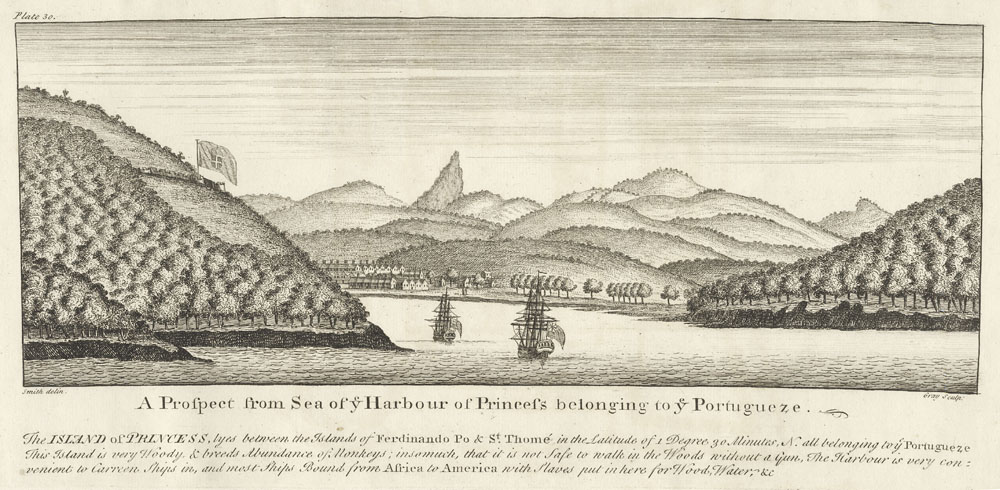
The Island of Princess (1727).

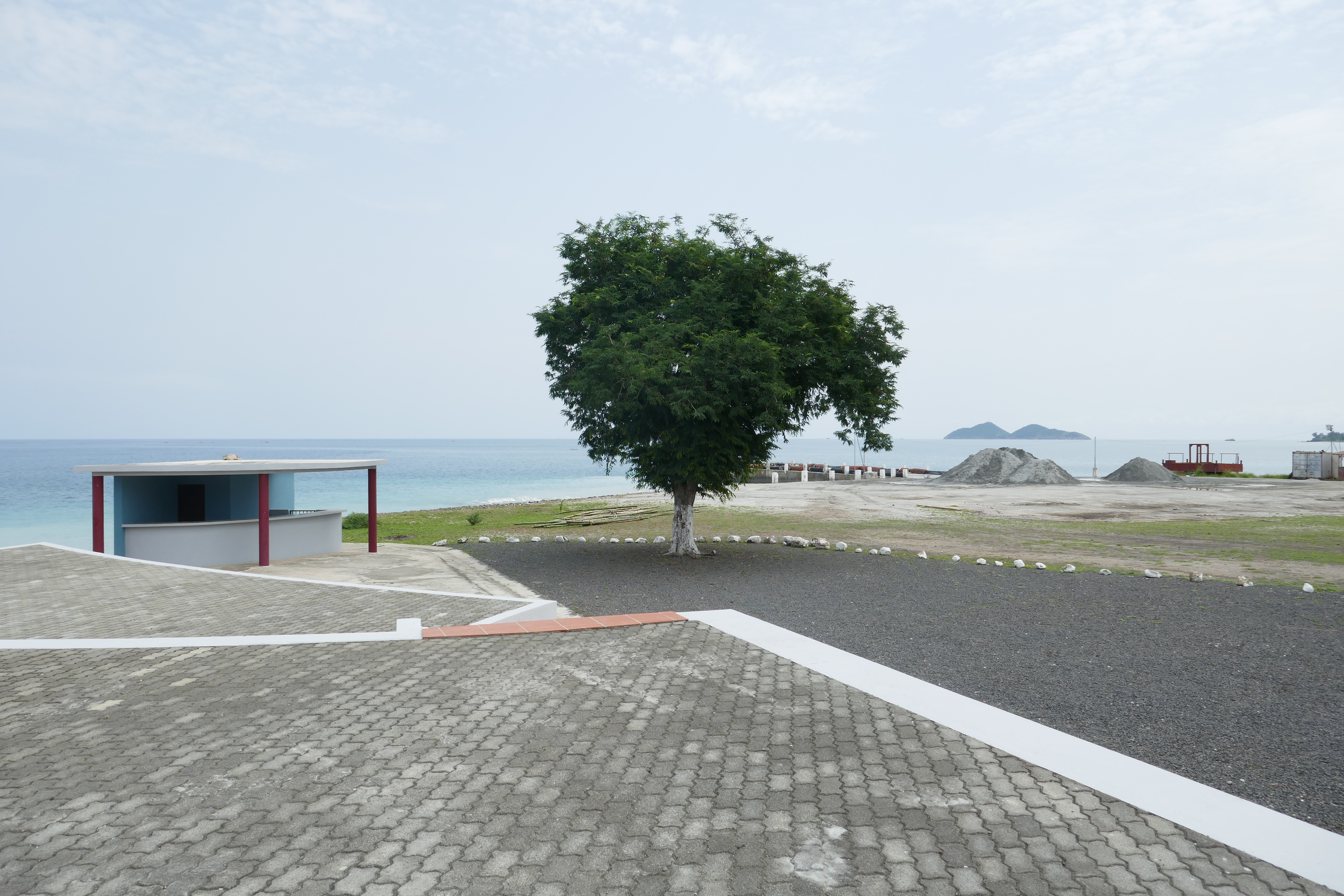
Monument à la mémoire du massacre de Batepá

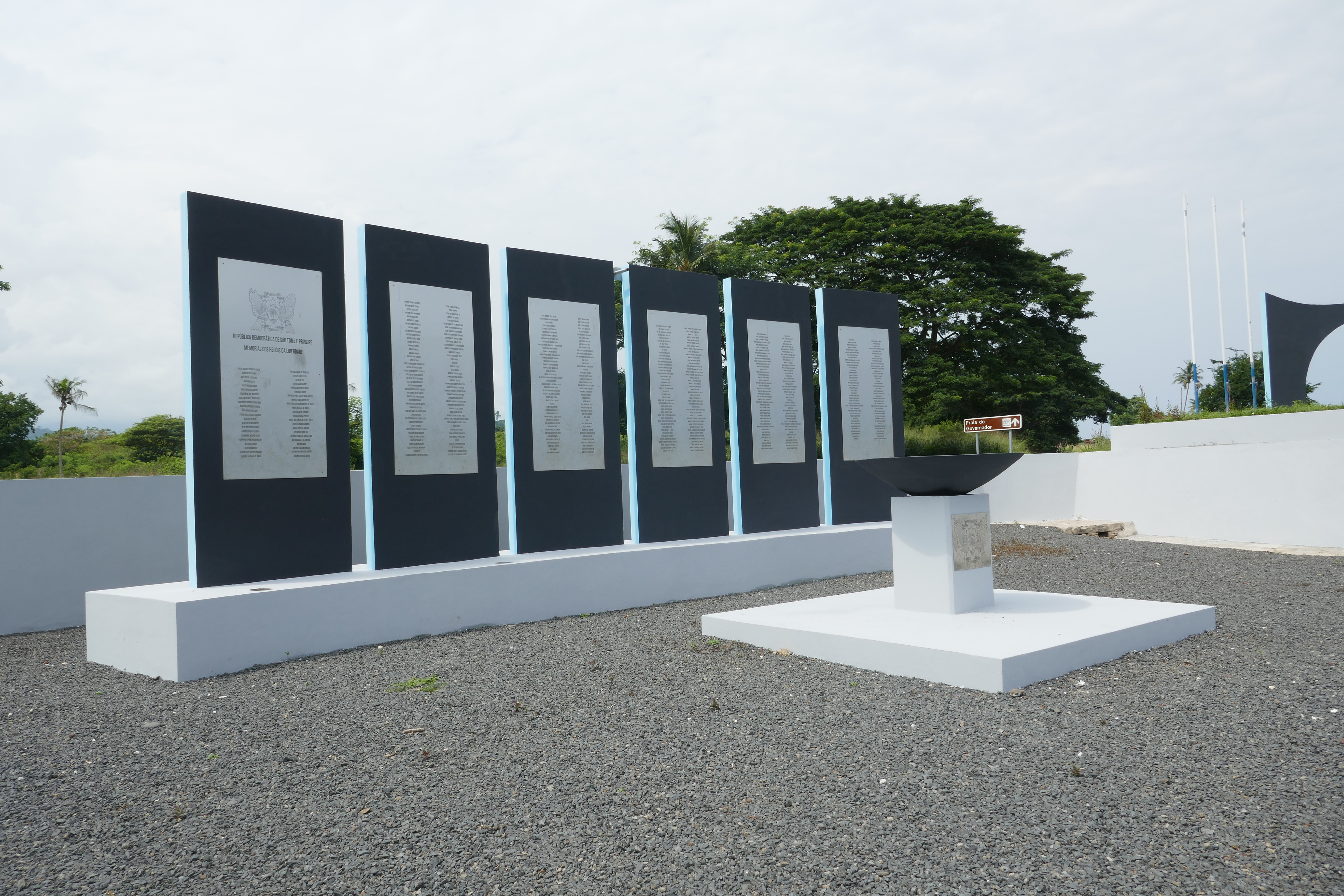
À la mémoire du massacre de Batepá

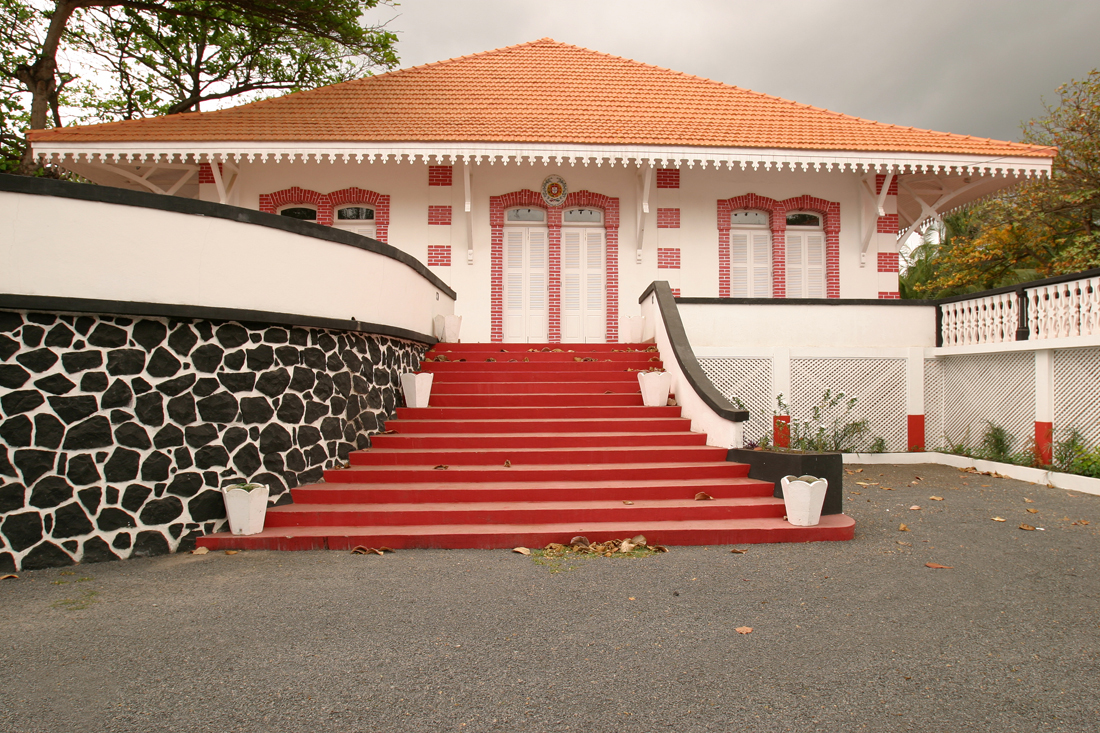
Ambassade du Portugal.

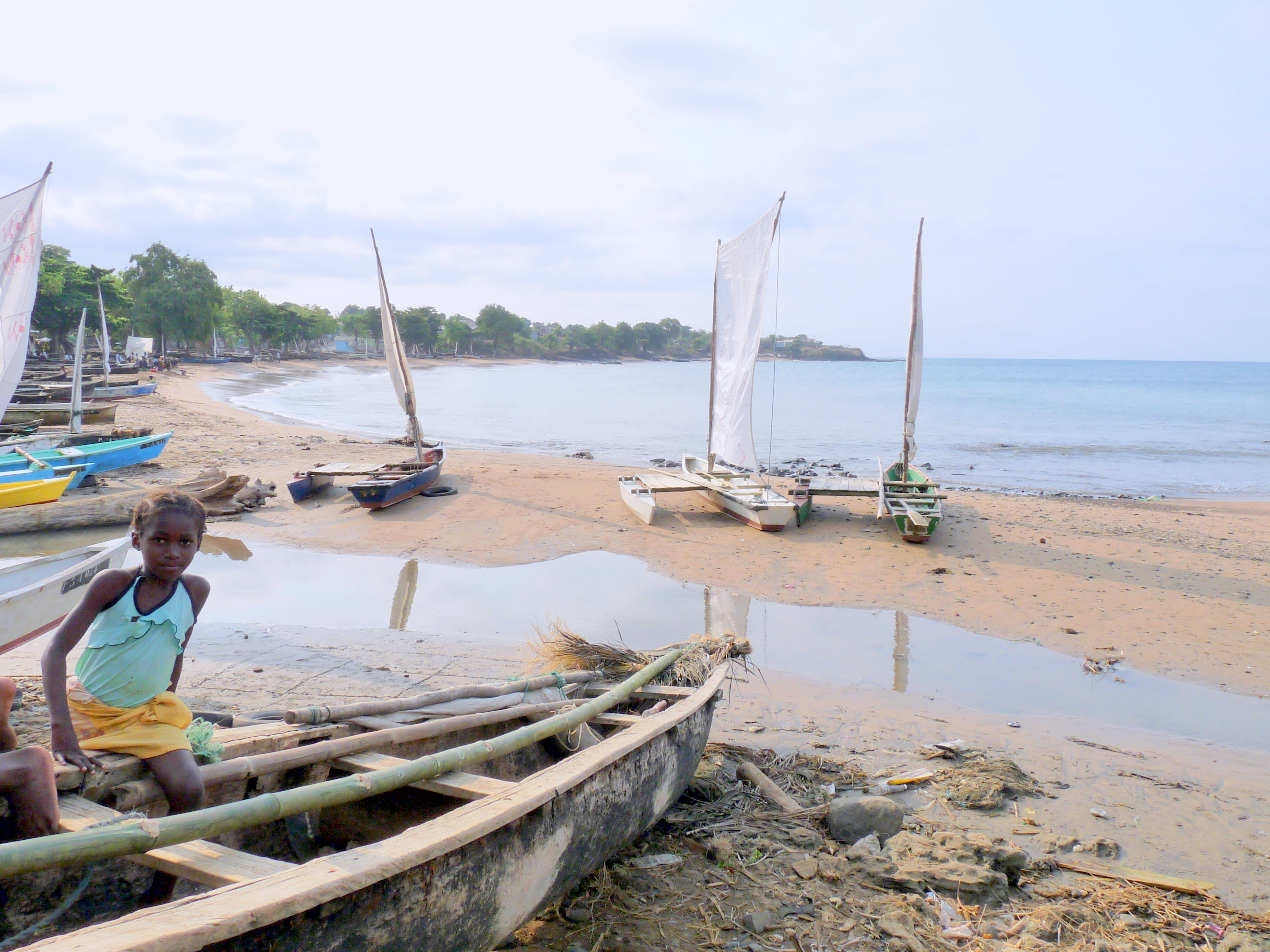
Au sud de la capitale en 2009.

Cette page traite de l'histoire de Sao Tomé-et-Principe, longtemps sous domination portugaise, actuellement, habité par un peu plus de 220 000 habitants en 2024.

## Période coloniale
Dans les années 1460, les Portugais découvrent les 14 îles du Cap Vert, à 450 kilomètres des côtes africaines, première station de ravitaillement mais trop au Nord.

### Première colonisation (1484-1486)
Le 21 décembre 1474 : l'île de São Tomé est explorée le jour de la Saint Thomas par les navigateurs portugais João de Santarém et Pedro Escobar. Vers 1473, Rui de Sequeira découvre l'île de Principe. Ces îles sont alors inhabitées. 
En 1484, Jean II du Portugal donne "aux juifs de son royaume le choix d’être baptisé catholique ou de coloniser São Tomé et d’y épouser des femmes" noires, écrit en 1864 l’explorateur et historien William Winwood Reade dans son livre "Savage Africa", où il décrit ces femmes comme "amenées d’Angola", mais sans avoir les moyens de le vérifier.
À la suite de la construction en 1485 du fort Saint-Georges-de-la-Mine et la remontée par les Portugais du fleuve sur 200 kilomètres à l'intérieur du royaume du Kongo, l'archipel leur apparait comme un poste géostratégique de ravitaillement mais aussi comme une potentielle colonie productrice de sucre et permettant la diffusion du christianisme. Pour financer son expansion coloniale, le Roi impose de lourds impôts aux juifs, ceux qui ne peuvent les acquitter immédiatement doivent payer en enfants.
La première tentative de Sao Tomé-et-Principe portugais (plus tard province ultramarine de Sao Tomé-et-Principe) débute l'année suivante, en 1486, sous la direction du capitaine João de Paiva (pt). Elle échoue à cause de l'insalubrité climatique. Ces premiers colons reçurent des concessions foncières à condition de planter de la canne à sucre  car l'île apparut aux Portugais comme remarquablement favorable à cette culture. Mais il faudra attendre 1529 pour que Sâo Tome exporte du sucre et 1554 pour qu'elle compte 60 petits moulins.

### Deuxième colonisation (1493-1496)
Selon les archives portugaises, après le décret de l'Alhambra de l'Année cruciale 1492, 23 320 juifs sont entrés au Portugal en 1493, l'année où des enfants juifs sont déportés dans l'île. En 1496, les souverains espagnols forcent leur voisin portugais à expulser à son tour les Juifs du Portugal, les « Juifs portugais » connus dans toute l'Europe, qu'ils viennent du Portugal ou d'Espagne à travers le Portugal.
Beaucoup des premiers gouverneurs de l'île meurent du paludisme, mal soignés par d'abondantes saignées. La maladie a aggravé aussi la déportation de 2 000 enfants juifs en 1493, parmi lesquels 600 seulement auraient survécu en 1499, et pas plus de 60 en 1532. Ils arrivent lors d'une seconde tentative de colonisation, dirigée par Alvaro Caminha en 1493, dans le but d'assurer implantation définitive de colons blancs. Des criminels condamnés, appelés degradados, accompagnaient ces enfants juifs espagnols séparés de leurs familles, les 2 000 enfants juifs de Sao Tomé. Dès leur arrivée en 1493, il est prescrit au gouverneur d'attribuer à chaque nouvel habitant blanc une esclave. Le gouverneur Alvaro de Caminha réussit à en sauver 60 bambins en les envoyant avec des nurses africaines à Principe et Rio Reale.
En 1548, d'autres juifs seront déplacés, cette fois sur l'île de Sao Tomé-et-Principe, laissant des traces de leur présence dans un village appelé Synagoga et plusieurs cimetières.

### Mesures démographiques (1514-1517)
L'immigration européenne restant faible, réticente, et décimée par les maladies, la Couronne portugaise encourage les unions entre blancs et noirs. En 1514, Manuel 1er oblige les propriétaires à baptiser leurs esclaves dans les six mois suivant leur acquisition, avec des noms chrétiens. Les esclaves, en échange d'une relative liberté de mouvement ne recevaient ni nourriture, ni vêtements, mais se voyaient laissé au minimum un jour par semaine pour travailler pour leur propre compte. Ils sont lusitanisés et très tôt les enfants de Blancs et de femmes esclaves sont déclarés libres, ce qui est régularisé pour pallier l'immigration défaillante. En 1515, accorde l'affranchissement aux enfants métis, nés d'un père blanc et d'une mère noire, elle aussi affranchie. En 1517, il affranchit les esclaves noirs qui ont accompagné les premiers colons. Toutes ces décisions font émerger  les forros, ex-esclaves métissés et affranchis et leurs descendants, les mestiços.

### Troisième colonisation et décollage sucrier des années 1530 et 1550
Les Portugais voient ainsi Sâo Tome comme un espace où développer un semi-esclavage moins coûteux qu'à Madère dont ils ne souhaitent pas l'expansion depuis que les Juifs s'y réfugient au début du XVIe siècle. Le semi-esclavage métissé de Sao Taomé moins gourmand en canaux d'irrigation, en approvisionnement et en surveillance des esclaves, dans une île plus grande, moins sèche et plus éloignée des côtes et des axes de navigation. Plus tard, les Portugais tiennent à importer des esclaves d'Afrique équatoriale pour leur résistance aux maladies, à une faune effrayante de crocodiles[Quoi ?], et leur expérience en milieu tropical, alors que les premiers venaient très vraisemblablement de Lisbonne après avoir été captés de la traite orientale via l'île proche de la Mauritanie. Les portugais accompagnent ainsi le décollage du sucre dans l'île dans les années 1530, car elle ne devient exportatrice qu'en 1529 puis les années 1550, lorsqu'elle compte 60 moulins, tous installés sur d'importantes plantations, dans la partie du Nord de l'archipel. Le sucre de Sâo Tome est alors 4 fois moins cher que celui de Madère, car le climat équatorial empêche de le sécher assez pour diminuer sa teneur en humidité. Mais il prend la première place sur le marché,.
Les Portugais font coup double en en faisant aussi progressivement de l'île un entrepôt pour les esclaves africains à expédier en Amérique. Ils restent parfois dans l'île des mois ou des années, le circuit de déportation balbutiant encore, vers le Brésil, où le sucre démarre tout juste, mais pas assez longtemps pour parler de nouvelle vague de colonisation de l'île. Celle du Brésil ne commence qu'en 1532 avec la fondation de São Vicente puis de Salvador (Bahia) en 1949 et la canne à sucre va d'abord recourir à une main-d'œuvre amérindienne.
Les noirs édophones qui arrivent dans l'île à cette époque sont originaires du royaume du Bénin voisin. Plus tard, au XVIe siècle, ils viendront du royaume du Kongo locuteurs du kikongo et d'esclaves locuteurs du kimbundu originaires du royaume de Ndongo, amenés dans les îles.

### Entrepôt à esclaves et révoltes (1540c-1700c)
En 1554 l'île est peuplée d'environ 1 200 Blancs et 2 000 esclaves au travail, tandis que 5 000 autres attendant des navires pour leur déportation en Amérique. Beaucoup plus tard, environ 4 000 esclaves seront déportés annuellement à São Tomé. Dès le XVIe siècle, São Tomé et Principe sont devenus la première économie de plantation esclavagiste basée sur la monoculture de la canne à sucre,. Les importations d'esclaves s'intensifiant et changeant de vocation, les nouveaux venus vont fuir dans les montagnes même s'il n'y trouveront pas le même potentiel agricole que les premiers semi-esclaves souvent affranchis. Les révoltes d'esclaves deviennent fréquentes. En 1595 notamment, une émeute d'esclaves menée par Amador détruit les plantations de canne à sucre,.

### Quatrième colonisation (après l'abolition) (1876)
En 1876, l'esclavage est aboli sur l'archipel. Avec l'abolition de l'esclavage, l'archipel se trouve confronté à une pénurie de main d'œuvre. Des travailleurs contractuels, les serviçais, sont amenés d'Angola, du Cap-Vert et du Mozambique.
Une trentaine de roças des deux îles de Sao Tomé-et-Principe, constituent le cœur d’une économie s'appuyant sur la production de cacao et de café. « Ces roças étaient des entités parfaitement organisées. On y vivait mieux qu’à l’extérieur : elles avaient l’électricité, l’accès aux soins, le chemin de fer, le luxe et une organisation féodale huilée ». En 1913, l’archipel est devenu le premier exportateur de cacao au monde. Mais l’essor de la production de café et de cacao en Afrique de l’Ouest et le désintérêt croissant des colons portugais pour cet archipel, au milieu du golfe de Guinée, entraînent ensuite le déclin progressif des plantations.
En 1951, l'archipel accède au statut de province ultramarine de l'Empire colonial portugais. Mais en 1953. Des manifestations nationalistes émaillent l'année, avec notamment le massacre de Batepá. Pendant la guerre du Biafra, à la fin des années 1960, la piste d'atterrissage de la capitale est utilisée pour ravitailler en vivres, en médicaments, mais aussi en armes les séparatistes biafrais en révolte contre le gouvernement de Lagos.
En mars 1973, des élections constituantes ont lieu dans les îles portugaises de São Tomé et Principe. Le Portugal, puissance coloniale, est encore sous le régime de la dictature salazariste, même si António de Oliveira Salazar est mort en juillet 1970. Le chef du gouvernement portugais, Marcelo Caetano, tente des ouvertures politiques : c'est la recherche de « l'évolution sans la révolution ». Ces élections ont pour but de constituer une assemblée qui assistera les gouverneurs nommés par Lisbonne, avec une certaine autonomie locale. Le gouvernement portugais veut détourner les populations d'un désir d'indépendance en leur offrant une participation plus large à la vie politique. Mais un an plus tard éclate au Portugal la révolution des Œillets, en avril 1974, qui renverse le régime salazariste. Un comité de libération de Sao-Tomé et Principe (CLSTP), qui s'est renommé en mouvement de libération (le MLSTP ou Movimento de Libertação de São Tomé e Príncipe), est constitué depuis plusieurs années par des exilés de Sao Tomé-et-Principe, sur le continent africain. Des négociations pour l'indépendance s'engagent entre le MLSTP et le nouveau pouvoir portugais. Un accord est conclu à Alger le 26 novembre 1974 pour une indépendance en juillet 1975. En décembre 1974, un gouvernement de transition est constitué un premier ministre et quatre ministres, nommés par le MLSTP, et un ministre désigné par le Portugal. Manuel Pinto da Costa, secrétaire général du Mouvement de libération de Sao-Tomé et Principe (MLSTP), appelé à devenir chef de l'État, et qui ne devait rentrer dans l'archipel qu'après la proclamation de l'indépendance, quitte Libreville, au Gabon, d'où il animait la lutte contre les autorités coloniales, pour revenir plus tôt que prévu sur Sao Tomé-et-Principe, calmer les rivalités apparues début 1975 entre modérés et extrémistes, et prendre la situation en main.

## Indépendance (1975)
Les 7 et 8 juillet 1975, des élections constituantes sont organisées. Le 12 juillet 1975, l'indépendance de la République démocratique de Sao Tomé-et-Principe est proclamée. Un régime marxiste-léniniste, avec parti unique, est instauré. L'Assemblée constituante, qui devient nationale au mois de décembre 1975, élit Manuel Pinto da Costa, secrétaire du Mouvement de libération de Sao Tomé-et-Principe (MLSTP, marxiste), au poste de président de la République.
Plusieurs milliers de colons portugais émigrent au Portugal, ce qui prive le jeune État de presque tous ses cadres. Les plantations de cacao, qui représentent l'essentiel des exportations, sont nationalisées, mais la situation économique ne s’améliore guère. Le gouvernement obtient cependant des résultats importants en matière d’éducation et le taux d'alphabétisation devient l'un des plus élevés d'Afrique.
Le 12 mai 1980 : les premières élections législatives ont lieu à Sao Tomé-et-Principe. Pinto da Costa est reconduit président. Le 30 septembre 1985, Manuel Pinto da Costa est à nouveau réélu président par l'Assemblée nationale après les élections législatives.
En 1990, le multipartisme est instauré sous la pression de l'opposition rassemblée au sein de la Coalition démocratique. Le 20 janvier 1991 : le principal parti d'opposition, le Parti de convergence démocratique – Groupe de réflexion (PCD-GR), remporte les élections législatives. Miguel Trovoada, ancien Premier ministre de Manuel Pinto da Costa, tombé en disgrâce, arrêté en 1979 et emprisonné pendant deux ans à l'époque par son président devenu son rival, est élu président. Il est seul candidat. Il rejoint l'année suivante l'Action démocratique indépendante (ADI). Il met en œuvre sous la pression des institutions financières internationales des mesures économiques impopulaires qui déclenchent des mouvements de grève.
Le 2 octobre 1994, nouvelle alternance politique, le Mouvement pour la libération de Sao Tomé-et-Principe, devenu MLSTP-Parti social-démocrate (MLSTP-PSD), gagne les législatives, battant le PCD-GR et l'ADI.
Le 15 août 1995, le président Trovoada est victime d'un putsch de Manuel Quintas de Almeida, mais il est rétabli dans ses fonctions les jours suivants. Miguel Trovoada est réélu président de la République lors de l'élection présidentielle de 1996. Il bat l'ex-président Manuel Pinto da Costa, son adversaire historique.

### Années 2000
Lors de l'élection présidentielle santoméenne de 2001, l'homme d'affaires Fradique de Menezes (ADI) est élu au second tour face à Manuel Pinto da Costa, membre du MLSTP-PSD ; il fait cependant scission de l'ADI peu après et fonde le Mouvement pour les forces de changement démocratique – Parti libéral (MDFM-PL). Le 3 mars 2002, le MLSTP-PSD remporte de peu les élections législatives, face à la coalition entre le MDFM-PL et le Parti de convergence démocratique – Groupe de réflexion.
Le 16 juillet 2003, un coup d'État dépose le président Fradique de Menezes, remplacé par le militaire Fernando Pereira. Il est restauré dans ses fonctions au bout d'une semaine après un accord avec l'armée. Le 26 mars 2006, Fradique de Menezes est réélu, sous l'étiquette MDFM-PL, contre le candidat de l'ADI, Patrice Trovoada, fils de l'ancien président Miguel Trovoada. Le MDFM-PCD obtient une courte majorité à l'Assemblée de 23 sièges, le MLSTP-PSD en possédant 20. Patrice Trovoada devient Premier ministre le 14 février 2008, mais il ne conserve son poste que jusqu'au 20 mai suivant quand il est renversé par une motion de censure parlementaire.

### Années 2010
Les élections législatives sont remportées par l'Action démocratique indépendante (26 sièges), secondé par le Mouvement de libération de Sao Tomé-et-Principe – Parti social-démocrate (20 sièges). Patrice Trovoada, de l'ADI, est à nouveau nommé Premier ministre en 2010. Mais la compétition électorale se poursuit. Le 17 juillet 2011, Manuel Pinto da Costa est élu président, à 74 ans, comme indépendant (le MLSTP-PSD ayant choisi un autre candidat), face à Evaristo Carvalho de l'ADI, après avoir échoué en 1996 et 2001. Le scrutin est relativement serré : il réunit sur son nom 52,88 % des suffrages (35 110 voix) contre 47,12 % (31 287 voix) à son rival, le président de l’Assemblée nationale Evaristo Carvalho, avec un taux d’abstention de 25,96 %. Arrivé en tête au premier tour, il a réussi à rallier entre les deux tours les autres candidats éliminés. Patrice Trovoada perd son mandat de Premier ministre en 2012, victime à nouveau d'une motion de censure parlementaire. Cependant, le 12 octobre 2014, l'ADI, mené par Patrice Trovoada, augmente son nombre de parlementaires à l'occasion de nouvelles législatives. Le MLSTP en obtient 16. Le 7 août 2016 : Evaristo Carvalho remporte l'élection présidentielle, seul au second tour après le désistement de Pinto da Costa, qui dénonce des fraudes au premier tour. Cette victoire est symbolique comme au Portugal. La Constitution n’accorde qu’un rôle d’arbitre au président de São Tomé-et-Príncipe, où le pouvoir est en réalité détenu par le Premier ministre. Mais le résultat met fin à une cohabitation entre le Premier ministre Patrice Trovoada, et le président Pinto da Costa. Patrice Trovoada, 54 ans, a désormais toute latitude pour gouverner.

#### 1470-1975
- Chronologie de Sao Tomé-et-Principe (en)
- Sao Tomé-et-Principe portugais (1470-1975)
- Liste des gouverneurs de la province portugaise de Sao Tomé-et-Principe
- Roças de Sao Tomé-et-Principe
- Histoire des Juifs à Sao Tomé
- Massacre de Batepá (1953)

#### Depuis 1975
- Politique à Sao Tomé-et-Principe
- Coup d'État de 1995 à Sao Tomé-et-Principe
- Coup d'État de 2003 à Sao Tomé-et-Principe
- Liste des chefs d'État santoméens
- Liste des chefs du gouvernement santoméen

#### Autres
- Histoire des Canaries, Histoire de Madère, Histoire des Açores, Histoire du Cap-Vert
- Empire colonial portugais (1415-1999), Guerres coloniales portugaises, Histoire du Portugal
- Décolonisation  de l'Afrique, Décolonisation portugaise de l'Afrique